# El Pez
 (mai 2019).
Si vous disposez d'ouvrages ou d'articles de référence ou si vous connaissez des sites web de qualité traitant du thème abordé ici, merci de compléter l'article en donnant les références utiles à sa vérifiabilité et en les liant à la section « Notes et références ».
El Pez (le poisson en espagnol), de son véritable nom José Sabate, est un graffeur espagnol né en 1976 à Barcelone. 

## Biographie
El Pez a commencé sa carrière à Barcelone durant les années 1990, où est né le Collectif 1980. Il y a croisé le chemin de graffeurs tels que Chanoir, Nespo, la Tétine noire (El Xupet Negre (en)), Christophe Compiano...
Pez s'est rendu célèbre par ses poissons souriants et colorés qu'il a graffé à travers toute la ville. Depuis, il continue à graffer dans les rues mais aussi sur toile, ce qui l'a amené à faire une exposition itinérante en Europe avec ses amis The London Police et Flying Fortress jusqu'à New York et Los Angeles fin 2008.

## Style
Pez est l'un des fondateurs du mouvement graffiti Logo Art, qui consiste à reproduire un même pictogramme sur les murs de la ville pour dénoncer l’omniprésence de la publicité dans l'espace public urbain.

## Expositions
- 2007 - My Friend Pez, Xupet et Chanoir, galerie Dadawan + Madturnip, Paris[4]
- 2013 - Street Skills, Cali[5]
- 2019 - Pez, Galerie Joseph, Paris[6]